# Karangarua (fleuve)
Le fleuve Karangarua est localisé dans l’ouest de l’île du Sud de la Nouvelle-Zélande et a son embouchure en mer de Tasman.

## Géographie
Elle s’écoule vers le nord-ouest à partir des Alpes du Sud, entrant ensuite dans la mer de Tasman à 80 kilomètres au nord-est de la ville de Haast.

## Affluents
Le principal affluent du fleuve Karangarua est la rivière Copland 20 km.